# Chiryū
Chiryū (知立市; -shi) és una ciutat localitzada a la prefectura d'Aichi, al Japó.
El 2003, la ciutat tenia una població estimada de 64.239 habitants i la densitat era de 3.931,40 persones per km². L'àrea total era de 16,34 km².
La ciutat va ser fundada l'1 de desembre del 1970.